# Волтер Лейтон Кларк
Волтер Лейтон Кларк (англ. Walter Leighton Clark; 1859—1935) — американський бізнесмен і винахідник, художник і скульптор.

## Біографія
Народився 9 січня 1859 року в Філадельфії, штат Пенсільванія.
У 1922 році разом з Джоном Сінгером Сарджентом й Едмундом Грісеном створив у Нью-Йорку асоціацію Painters and Sculptors Gallery Association, продовженням якої стали галерея Grand Central Art Galleries і школа Grand Central School of Art, розташовані поблизу Гранд Сентрал Терміналу. Галерея пропонувала американським художникам можливість виставляти свої роботи в Сполучених Штатах без необхідності відправляти їх за кордон. Разом зі скульптором Деніелом Честером Френчем і доктором Остіном Фоксом Ріггзом (англ. Austen Fox Riggs) Кларк відіграв центральну роль в становленні мистецького фестивалю Berkshire Theatre Festival в Стокбриджі, штат Массачусетс. Коли припинило роботу стокбриджське казино, побудоване за проєктом архітектора Стенфорда Вайта в 1887 році, Кларк, Френч і Ріггз придбали цей будинок і після ремонту стали проводити в ньому з 1928 року Berkshire Theatre Festival, який став одним з найбільших в регіоні центром культурного життя. У Стокбриджі Волтер Кларк вивчав скульптуру у Деніеля Френча; в 1916 році створив надгробок для колекціонера й митця Александера Вілсона Дрейка (англ. Alexander Wilson Drake).
Помер 18 грудня 1935 року в місті Стокбридж, штат Массачусетс. Похований на міському кладовищі Stockbridge Cemetery. На його надгробку викарбувані слова американського пастора й письменника Едварда Гейла: «Look up and not down; Look forward and not back; Look out and not in; And lend a hand». Кларк був квакером, у нього були діти: Волтер Лейтон Кларк-молодший і Берта Воган Данн Кларк.
У 1937 році була опублікована його автобіографія «Leaves From an Artist's Memory», яку Кларк диктував своїй сестрі Еммі (англ. Emma Killé Clark), лежачи в ліжку хворим. У книзі він розповів про своє життя, починаючи від учнівства на механічному заводі до промисловця, про свої подорожі й дружбу з багатьма відомими американцями: Ендрю Карнеґі, Томасом Едісоном, Чарльзом Даною Гібсоном, Еллен Террі, Джорджем Вестінгаузом і багатьма іншими.

## Цікавий факт
The New York Times від 13 травня 1936 року повідомила про продаж частини колекції Волтера Кларка, де була робота Ван Дейка «Portrait of Marten Rijckaert», яка нині[коли?] знаходиться в музеї Прадо в Мадриді, Іспанія.
Деякі речі з його колекції були продані на аукціоні Christie's в Нью-Йорку в червні 2007 року.